# Lara Ivanuša
Lara Ivanuša (Lubiana, 9 gennaio 1997) è una calciatrice slovena, attaccante dell'Abu Dhabi CC e della nazionale slovena.

## Carriera

### Club
Nata a Lubiana, nel 2011-2012 ha giocato nelle giovanili del Brinje Grosuplje, con le formazioni Under-15 e Under-17.
Nel 2012 è passata al Radomlje, esordendo alla 2ª giornata di campionato, il 2 settembre, giocando titolare e segnando al 69' la rete del definitivo 6-0 nella gara sul campo dello Slovenj Gradec. Ha chiuso dopo 2 stagioni con 23 gare giocate e 29 reti tra campionato e coppa nazionale.
Dopo un passaggio in Austria, al Carinthians, nel 2016 è tornata a giocare in Slovenia, all'Olimpia Lubiana, debuttando il 20 marzo, da titolare nel successo per 1-0 in trasferta contro l'ŽNK Ankaran Hrvatini della 12ª di campionato. Ha segnato le sue prime reti nel turno successivo, il 28 marzo, realizzando al 73' e all' 84' i gol del 4-0 e 5-0 nel 5-1 interno sul Krim. Ha terminato l'esperienza con 22 presenze e 19 gol in totale, vincendo il titolo 2016-2017.
Nel 2017 si è trasferita in Svezia, al Kvarnsvedens IK, esordendo il 18 marzo, in Coppa di Svezia, schierata dal 1' nel match interno contro il Kristianstads DFF, finito 1-1 e vinto poi 6-5 ai rigori. In campionato ha debuttato alla 1ª giornata, giocando titolare nella sconfitta per 7-2 sul campo del Rosengård. Ha realizzato il suo primo e unico gol il turno successivo, il 25 aprile, segnando al 91' la rete del definitivo 3-3 in casa contro il Kopparbergs/Göteborg. Ha chiuso con 15 gare giocate e 1 rete, arrivando 11ª in classifica, retrocedendo così in Elitettan.
Nell'anno successivo è tornata in patria, di nuovo all'Olimpia Lubiana, debuttando l'11 marzo 2018, alla 12ª di campionato, partendo dal 1' nel successo casalinga per 1-0 contro il Pomurje. Ha segnato la sua prima rete il 15 aprile, alla 15ª, realizzando il 2-0 al 25' nell'8-1 in trasferta contro l'ŽNK Ankaran Hrvatini. Ha terminato con 9 presenze e 4 gol, vincendo il campionato 2017-2018.
Nel 2018 è andata a giocare in Scozia, al Glasgow City, con il quale ha vinto il campionato 2018 ed ha esordito in Women's Champions League, il 7 agosto, titolare nella gara del turno preliminare contro le belghe dell'Anderlecht, persa per 2-1 nella quale ha segnato l'ultima rete al 93'.
Nell'estate 2019 si è trasferita in Italia, al Tavagnacco, in Serie A. Impiegata dal tecnico Luca Lugnan fino dalla 1ª giornata di campionato, centra la sua prima rete dal successivo incontro, cogliendo al 90+1' la rete del pareggio per 1-1 con le baresi del Pink Sport Time.
In seguito continua a girare l'Europa collezionando ancora nuovi trofei in altrettante esperienze all'estero. Chiusa l'esperienza italiana sottoscrive un accordo con il Ferencváros, rimanendo legata al club ungherese per due stagioni che verranno premiate con un double campionato-Coppa nella stagione 2020-2021, seguita da un secondo campionato in quella successiva, per poi trasferirsi in Croazia allo Spalato, con il quale ottiene una Coppa di Croazia e realizzando 17 reti su 18 incontri di campionato, migliore realizzatrice della squadra per la stagione 2022-2023 e terza assoluta in 1. HNLŽ dopo Lorena Balić (33) e Izabela Lojna (19), entrambe dell'Osijek.
Durante la sessione estiva di calciomercato 2023 viene annunciato il suo trasferimento al Fenerbahçe

### Nazionale
Ha iniziato a giocare nelle nazionali giovanili slovene nel 2012, con l'Under-17, disputando fino al 2013 6 gare e segnando 5 reti nelle qualificazioni agli Europei di categoria di Svizzera 2013 e Inghilterra 2014.
Nel 2014 è passata in Under-19, giocando 3 partite e realizzando 1 gol nelle qualificazioni all'Europeo di Israele 2015.
Ha debuttato in gara ufficiale con la nazionale maggiore l'8 aprile 2016, giocando titolare nella sconfitta per 3-1 in trasferta a Paisley contro la Scozia nelle qualificazioni all'Europeo 2017 nei Paesi Bassi.
Ha segnato il suo primo gol ufficiale in nazionale 4 giorni dopo, il 12 aprile, sempre nelle qualificazioni all'Europeo 2017, portando sul 2-0 al 47' le slovene nella gara in casa a Lendava contro la Macedonia.

## Statistiche

### Presenze e reti nei club
Statistiche aggiornate al 3 luglio 2020.
| Stagione        | Squadra         | Campionato      | Campionato | Campionato | Coppe nazionali | Coppe nazionali | Coppe nazionali | Coppe continentali | Coppe continentali | Coppe continentali | Altre coppe | Altre coppe | Altre coppe | Totale | Totale |
| Stagione        | Squadra         | Comp            | Pres       | Reti       | Comp            | Pres            | Reti            | Comp               | Pres               | Reti               | Comp        | Pres        | Reti        | Pres   | Reti   |
| --------------- | --------------- | --------------- | ---------- | ---------- | --------------- | --------------- | --------------- | ------------------ | ------------------ | ------------------ | ----------- | ----------- | ----------- | ------ | ------ |
| 2019-2020       | Tavagnacco      | A               | 10         | 1          | CI              | 1               | 0               | -                  | -                  | -                  | -           | -           | -           | 11     | 1      |
| Totale carriera | Totale carriera | Totale carriera | 10         | 1          | -               | 1               | 0               | -                  | -                  | -                  | -           | -           | -           | 11     | 1      |

## Palmarès

### Club

#### Competizioni nazionali
- Campionato sloveno: 2

Olimpia Lubiana: 2016-2017, 2017-2018
- Campionato scozzese: 1

Glasgow City: 2018
- Campionato ungherese: 2

Ferencváros: 2020-2021, 2021-2022
- Coppa d'Ungheria femminile: 1

Ferencváros: 2020-2021
- Coppa di Croazia femminile: 1

Spalato: 2022-2023